# Polymixis gilva
Polymixis gilva är en fjärilsart som beskrevs av Sukhareva 1976. Polymixis gilva ingår i släktet Polymixis och familjen nattflyn. Inga underarter finns listade i Catalogue of Life.